# Programski jezik C sharp
C# je večparadigmatski programski jezik za splošno uporabo, ki obsega močno tipizacijo ter imperativno, deklarativno, funkcijsko, generično, komponentno orientirano in objektno orientirano programiranje z zmožnostjo refleksije. Upravljanje s pomnilnikom temelji na čistilniku spomina.
C# se pri skladnji zgleduje po številnih drugih programskih jezikih, najbolj izrazito po C/C++ in javi. Jezik je bil skrbno načrtovan z namenom biti čim bolj preprosti in moderni ter uporabiti najboljše značilnosti drugih jezikov in popraviti pomanjkljivosti, ki so se pokazale v njih. Pomemben primer so generični tipi, katerih specifikacija je v C# bolj dodelana kot v javi, kar omogoča bolje optimizirano strojno kodo, večjo varnost pri definiciji tipov (lažje odkrivanje nekonsistentnosti v času prevajanja) ter striktno upoštevanje kovariančnosti in kontravariančnosti.
C# je programski jezik, ki cilja na izvajalsko okolje CLI in s tem ogrodje .NET ter njegove različice kot je Mono. Zaradi tega se programi v C# izvajajo v posebnem izvajalskem okolju in se programska koda v tem jeziku šteje za upravljano kodo. Dele programov napisane v C# je zato enostavno povezovati z deli, ki so napisani v kateremkoli drugem programskem jeziku skladnem s CLI, z obstojem prenosljivih implementacij CLI (npr. Mono ali .NET Core) pa imajo programi napisani v C# tudi zelo dobro prenosljivost med različnimi platformami. Zaradi točne specifikacije programskega jezika in vmesnega jezika CIL, se lahko program napisan v C# neposredno prevede in izvede na drugih okoljih, ne da bi bilo treba za prenosljivost program spreminjati. C# je tudi prva izbira za razvijanje iger v igralnem pogonu Unity.  Zaradi omenjenih značilnosti, jasne in dodelane skladnje, velike izraznosti (možnost uporabe različnih paradigem) je C# eden najbolj priljubljenih programskih jezikov.

## Zgodovina
C# je razvilo podjetje Microsoft v okviru razvoja ogrodja .NET z Andersom Hejlsbergom na čelu, ki je pred tem bil glavni oblikovalec Delphi-ja in Turbo Pascal-a. Izdano je bilo okoli leta 2000 z namenom nadomestiti javo. Jezik sta kot mednarodni standard odobrili organizaciji Ecma (ECMA-334) in ISO (ISO/IEC 23270:2006). 
Včasih so tudi imeli maskoto Andy-ja imenovan po glavnem oblikovalcu Andersu Hejlsbergu, vendar so ga upokojili leta 2004.

### Imenovanje
Med razvojem so za programski jezik uporabljali kratico "Cool" (C-like Object Oriented Language), vendar so jo opustili zaradi marketinških razlogov, ter uporabili ime od prejšnjega nedokončanega projekta iz leta 1988, ki je imelo ime C#.
C# je dobilo navdih za svojo ime preko notnega zapisa, kjer višaj označi, da naj se ton za en polton zviša, podobno kakor v C++-u, kjer "++" označi, da naj se spremenljivka zviša za eno vrednost. Višaj je tudi po zgledu podoben skupku štirih plusov, dvakrat več kot jih ima C++, kar še bolj označi, da je nadgradnja njega. Izgovorjava imena je v angleščini tudi enakoglasnica izraza "see sharp", kar pomeni imeti bister pogled.
Ker se višaj ne pojavi na večini tipkovnic so se odločili uporabiti lojtro za približek temu, kakor je pa tudi zapisano v C# specifikaciji ECMA-334.
Končnica je zaradi tega tudi bila uporabljena v drugih programskih jezikih kakor programski jezik F#.

### Različice
| Različica     | Specifikacija | Specifikacija  | Specifikacija         | Datum          | .NET                                                                                   | Visual Studio                         |
| Različica     | ECMA          | ISO/IEC        | Microsoft             | Datum          | .NET                                                                                   | Visual Studio                         |
| ------------- | ------------- | -------------- | --------------------- | -------------- | -------------------------------------------------------------------------------------- | ------------------------------------- |
| C# 1.0        | December 2002 | April 2003     | Januar 2002           | Januar 2002    | .NET 1.0                                                                               | Visual Studio .NET 2002               |
| C# 1.1 C# 1.2 | December 2002 | April 2003     | Oktober 2003          | April 2003     | .NET 1.1                                                                               | Visual Studio .NET 2003               |
| C# 2.0        | Junij 2006    | September 2006 | September 2005        | November 2005  | .NET 2.0                                                                               | Visual Studio 2005 Visual Studio 2008 |
| C# 3.0        | Brez          | Brez           | Avgust 2007           | November 2007  | .NET 2.0 (Razen LINQ/Query Extensions) .NET 3.0 (Razen LINQ/Query Extensions) .NET 3.5 | Visual Studio 2008                    |
| C# 4.0        | Brez          | Brez           | April 2010            | April 2010     | .NET 4                                                                                 | Visual Studio 2010                    |
| C# 5.0        | December 2017 | December 2018  | Junij 2013            | Avgust 2012    | .NET 4.5                                                                               | Visual Studio 2012 Visual Studio 2013 |
| C# 6.0        | Brez          | Brez           | Brez                  | Julij 2015     | .NET 4.6 .NET Core 1.0                                                                 | Visual Studio 2015                    |
| C# 7.0        | Brez          | Brez           | Predlog Specifikacije | Marec 2017     | .NET 4.7 .NET 4.8 .NET Core 2.0                                                        | Visual Studio 2017                    |
| C# 8.0        | Brez          | Brez           | Predlog Specifikacije | September 2019 | .NET Core 3.0                                                                          | Visual Studio 2019                    |
| C# 9.0        | Brez          | Brez           | Predlog Specifikacije | September 2020 | .NET 5.0                                                                               | Visual Studio 2019                    |
| C# 10.0       | Brez          | Brez           | Predlog Specifikacije | November 2021  | .NET 6.0                                                                               | Visual Studio 2022                    |

## Skladnja
Glavna skladnja C#-a je zelo podobna skladnji C-ja, C++-a in Jave:
- Konec stavka je označen s podpičjem ;.
- Stavki so združeni skupaj v zavitih oklepajih { in }.
- Spremenljivke dobijo vrednost preko enačaja =, zaradi tega je pa operator preverjanja enakosti dvojni enačaj ==.
- Oglati oklepaji [] se uporabljajo pri tabelah v njihovi deklaraciji in za pridobitev vrednosti na določenem indeksu v njih.

## Značilnosti

### Podatkovni tipi
C# uporablja združeni sistem za tipizacijo, ki se imenuje Common Type System, kjer je določeno, da je vsak tip podrazred razreda System.Object. 
Ta sistem razdeli tipe na dve glavni vrsti:
1. Vrednostni tipi
2. Referenčni tipi

Vrednostni tipi neposredno vsebujejo podatek in so ponavadi alocirani na skladu. 
V preverjanju enakosti se vrednostni tipi primerjajo po enakosti podatka.
Referenčni tipi shranjujejo referenco do podatka v pomnilniškem naslovu in so alocirani na kopici.
V preverjanju enakosti se referenčni tipi primerjajo po enakosti pomnilniškega naslova (razen, če so operatorji preobteženi kot v primeru System.String).
Zgled:
```
static
 
void
 
Main
()

{

    
// Primer vrednostnih tipov:

    
int
 
srecna
 
=
 
7
;

    
double
 
zlatiRez
 
=
 
1.61
;

    
char
 
velikiC
 
=
 
'C'
;

    
bool
 
jeRes
 
=
 
true
;

    

    
// Primer referenčnih tipov:

    
string
 
jezik
 
=
 
"C#"
;

    
int
[]
 
tabCelih
 
=
 
new
 
int
[
10
];

    
object
 
mojObjekt
 
=
 
new
 
object
();

}

```

### Generični tipi
Generični tipi so bili uvedeni v različici 2.0. Generični tipi uporabljajo tipske parametre, ki omogočajo načrtovanje razredov in metod, ki ne specifirajo natančno vseh uporabljenih tipov na ravni definicije, ampak se to zgodi šele pri instanciaciji razreda oziroma klicu metode, torej se lahko razred oziroma metoda pozneje uporabi kot kateregakoli tipa. Na nivoju generične definicije se na tip elementov sklicujemo s tipskim parametrom T.
Zgled:
```
// Deklaracija generičnega razreda določenega tipa, ki deluje kot

// seznam elementov določenega tipa (tip elementov v tem trenutku ni znan)

public
 
class
 
GeneričniList
<
T
>

{

    
void
 
Vnos
(
T
 
vnos
)
 
{
 
/* ... */
 
}

}

class
 
Program

{

    
private
 
class
 
PrimerRazreda
 
{
 
}

    
static
 
void
 
Main
()

    
{

        
// Deklaracija seznama celih števil:

        
GeneričniList
<
int
>
 
listCelih
 
=
 
new
 
GeneričniList
<
int
>
();

        
// Deklaracija seznama nizov:

        
GeneričniList
<
string
>
 
listNizov
  
=
 
new
 
GeneričniList
<
string
>
();

        
// Deklaracija seznama elementov tipa PrimerRazreda:

        
GeneričniList
<
PrimerRazreda
>
 
listElementov
 
=
 
new
 
GeneričniList
<
PrimerRazreda
>
();

    
}

}

```

### Boxing in Unboxing
Boxing je operacija, ki pretvori vrednostni objekt v ustrezni referenčni objekt. Pri C#-u se to lahko zgodi implicitno, brez potrebe varne pretvorbe.
Unboxing je pa operacija, ki pretvori referenčni objekt v ustrezni vrednostni objekt. V tem primeru se pa to zgodi eksplicitno, torej potrebujemo varno pretvorbo.
```
int
 
vrednostni
 
=
 
4
;
                    
// vrednostni tip

object
 
referenčni
 
=
 
vrednostni
;
        
// implicitna pretvorba (boxing)

int
 
noviVrednostni
 
=
 
(
int
)
referenčni
;
  
// eksplicitna pretvorba (unboxing)

```

## Zgledi
Spodaj je program, ki na konzolo izpiše sporočilo »Pozdravljen, svet!«:
```
using
 
System
;

class
 
Program

{

    
static
 
void
 
Main
()

    
{

        
Console
.
WriteLine
(
"Pozdravljen, svet!"
);

    
}

}

```

Naslednji program isto sporočilo izpiše v novem oknu:
```
using
 
System.Windows.Forms
;

class
 
Program

{

    
static
 
void
 
Main
()

    
{

        
MessageBox
.
Show
(
"Pozdravljen, svet!"
);

    
}

}

```